# Казинское сельское поселение (Семилукский район)
Казинское сельское поселение — упразднённое муниципальное образование в Семилукском районе Воронежской области.
Административный центр — село Казинка.

## История
Законом Воронежской области от 30 ноября 2009 года № 145-ОЗ, Землянское, Маловерейское, Малопокровское и Казинское сельские поселения преобразованы путём объединения в Землянское сельское поселение с административным центром в селе Землянск.

## Административное деление
В состав поселения входили:
- село Казинка
- село Долгое
- деревня Ливенка
- деревня Новая Покровка
- деревня Фетисовка
- деревня Сапруновка